# 大場俊一
大場 俊一（おおば しゅんいち、1941年（昭和16年）11月26日 - ）は日本のピアニスト。

## 経歴
東京都出身。東京都立杉並高等学校卒。1965年（昭和40年）東京藝術大学音楽学部楽理科卒業、在学中安宅賞受賞。1968年（昭和43年）西ドイツ・デトモルト音楽大学留学。1969年（昭和44年）西ドイツ新進演奏家オーディションに合格し、ギーセン音楽祭に出演。1970年（昭和45年）ザルツブルク夏期講座において、師ヴァイセンボルンの助手を務める。1972年（昭和47年）帰国後、独奏者として、また歌曲の伴奏者、室内楽奏者として活発な演奏活動を開始し、楽壇の注目を集める。1983年（昭和58年）20世紀最高のソプラノ歌手の一人といわれるエリザベート・シュヴァルツコップフのマスタークラスで、伴奏と通訳を勤める。
ピアノを黒沢愛子、瀬川慶子、野呂愛子、小林道夫、クラウス・シルデ、歌曲伴奏法及び室内楽をギュンター・ヴァイセンボルンの各氏に師事。数回のリサイタルの他に、著名な演奏家との共演が多く、その音楽に対する豊かな感受性、鋭い分析力を踏まえた緻密な演奏は高く評価されている。
1973年 - 2003年東京藝術大学非常勤講師、歌曲伴奏法の講座を担当。1977年 - 1993年埼玉大学助教授。1993年 - 2007年埼玉大学教育学部教授、音楽教育講座で後進の指導に当たる。2004年 - 2007年東邦音楽大学大学院で伴奏法、ピアノアンサンブル、室内楽を担当。2008年 - NHK/毎日新聞社主催の「日本音楽コンクール」の審査員を務める。2011年 - 2013年5回に亘るモーツァルトピアノソナタ連続演奏会を行う。2012年（平成24年）日本音楽表現学会において「モーツァルトのピアノ曲の演奏法」についての講演と演奏を行う。
2015年（平成27年）現在、宇都宮市在住。妻は宇都宮市教育委員長。2014年（平成26年）8月6日気仙沼市で「東日本大震災支援チャリティーコンサート」を開催。埼玉大学名誉教授。東京藝術大学同声会栃木県支部会長。日本演奏連盟会員。